# Gampsocera longicosta
Gampsocera longicosta är en tvåvingeart som först beskrevs av Cherian 1975.  Gampsocera longicosta ingår i släktet Gampsocera och familjen fritflugor. Inga underarter finns listade i Catalogue of Life.